# 1884 w literaturze
Wydarzenia literackie w 1884 roku.

## Nowe książki
- polskie
  - Ogniem i mieczem – Henryk Sienkiewicz
  - Placówka – Bolesław Prus
  - Nowele – Adolf Dygasiński
  - Gucio zaczarowany – Zofia Urbanowska

- zagraniczne
  - Przygody Hucka – Mark Twain

## Urodzili się
- 8 stycznia – Kornel Makuszyński, polski prozaik, poeta, felietonista i publicysta (zm. 1953)
- 1 lutego – Jewgienij Zamiatin, rosyjski pisarz science fiction (zm. 1937)
- 13 marca – Hugh Walpole, angielski powieściopisarz i krytyk literacki (zm. 1941)
- 15 marca – Angelos Sikelianos, grecki poeta i dramaturg (zm. 1951)
- 16 marca
  - Aleksandr Bielajew, rosyjski pisarz (zm. 1942)
  - Eric Philbrook Kelly, amerykański dziennikarz i autor powieści dla młodzieży (zm. 1960)
- 5 czerwca – Ivy Compton-Burnett, angielska powieściopisarka (zm. 1969)
- 11 czerwca – Halide Edip Adıvar, turecka pisarka i nauczycielka (zm. 1964)
- 30 czerwca – Georges Duhamel, francuski pisarz (zm. 1966)
- 7 lipca – Lion Feuchtwanger, niemiecki pisarz, działacz antyfaszystowski (zm. 1958)
- 8 sierpnia – Sara Teasdale, amerykańska poetka (zm. 1933)
- 10 sierpnia – Panait Istrati, pisarz rumuński (zm. 1935)
- 12 sierpnia – Dawid Bergelson, żydowski poeta tworzący w jidysz (zm. 1952)
- 16 sierpnia – Hugo Gernsback, amerykański wydawca, pisarz science fiction oraz wynalazca (zm. 1967)
- 24 sierpnia – Earl Derr Biggers, amerykański autor powieści kryminalnych (zm. 1933)
- 27 sierpnia – Liudas Gira, litewski poeta, dramatopisarz i krytyk literacki (zm. 1946)
- 29 sierpnia – Ehm Welk, niemiecki dziennikarz, literat i pisarz (zm. 1966)
- 6 września – Sven Elvestad, norweski pisarz i dziennikarz (zm. 1934)
- 4 października
  - Damon Runyon, amerykański dziennikarz i pisarz  (zm. 1946)
  - Jun Tsuji, japoński poeta, dramaturg, eseista oraz tłumacz (zm. 1944)
- 10 października – Ferdinand Bordewijk, holenderski pisarz modernistyczny (zm. 1965)
- 10 listopada – Zofia Nałkowska, polska pisarka, publicystka i dramatopisarka (zm. 1954)
- 12 grudnia  – Bruno Schaumburg, niemiecki pisarz i publicysta (zm. 1948)
- 31 grudnia – George Sylvester Viereck, niemiecki poeta (zm. 1962)
- Abraham Josef Sztybel, wydawca publikujący literaturę po hebrajsku (zm. 1946)

## Zmarli
- 17 kwietnia – Thomas Gold Appleton, amerykański poeta (ur. 1812)